# Désarmement des Forces armées révolutionnaires de Colombie
Le désarmement des Forces armées révolutionnaires de Colombie est prévu lors de l'accord de paix entre le gouvernement colombien et les FARC-EP. Il commence le 1er mars 2017 et se termine officiellement le 15 août 2017.

## Préambule
Le 18 octobre 2012, à Oslo, des délégués des FARC et du gouvernement donnent une conférence de presse commune marquant le début de négociations qui ont lieu dans un premier temps dans la capitale norvégienne, puis par la suite à La Havane, avec comme pays garants du processus la Norvège et Cuba. Ces pourparlers qui, sur refus du gouvernement, se tiennent sans mise en place d'un cessez-le-feu sur le terrain, ont pour objectif de permettre la fin du conflit armé. Un accord complet est finalement trouvé le 24 août 2016, dont la ratification est soumise au peuple le 2 octobre suivant par référendum. Mais, à cette occasion, la majorité des votants (50,21 %) s'exprime contre « la paix avec la guérilla des FARC ». Le 12 novembre 2016, à la suite d'un « dialogue national » notamment avec les partisans du non, le gouvernement colombien et les FARC signent un nouvel accord de paix à La Havane. Ainsi, selon un communiqué, « le texte prend en compte les précisions et les propositions suggérées par les secteurs les plus divers de la société ». Malgré l'opposition, le nouvel accord de paix est signé le 24 novembre 2016, au théâtre Cristóbal Colón de Bogota, entre le gouvernement et les FARC. L'un des points de l'accord de paix prévoit que les guérilléros déposent progressivement leurs armes dans un délai de 180 jours à partir du 1er décembre 2016 sous la supervision des Nations unies, le processus de désarmement devant ainsi se terminer le 29 mai 2017. 450 observateurs internationaux  sont assignés à cette mission par l'ONU qui fait savoir que le processus de désarmement doit débuter par l'inventaire de « toutes les armes présentes dans les campements des Farc des 26 zones » avant qu'elle procède au « stockage graduel » de cet arsenal et à la « destruction de l'armement instable comme les munitions, les mines et les explosifs ».

## Zones de normalisation
Le 28 décembre 2016, le gouvernement colombien et la guérilla marxiste annoncent dans un communiqué que les zones où les FARC doivent se regrouper avant la fin de l'année pour entamer leur processus de désarmement et de démobilisation ne sont pas encore prêtes. Les deux parties indiquent que de « nouveaux groupes d'ouvriers civils arriveront le 31 décembre dans neuf zones » pour terminer avec les guérilleros « le travail de préparation des terrains et la construction des campements » et seize autres zones seront préparées « avant le 10 janvier ». De plus, le communiqué indique que l'une des 27 zones initialement prévues a été supprimée et que celle près de Tibú est en suspens dans l'attente du résultat d'un « processus de concertation ». En attendant, les guérilleros « resteront dans les points de pré-regroupement temporaire (PPT) situés à proximité des zones ».

## Désarmement

### Première phase
L'accord de paix signé entre le gouvernement colombien et les FARC prévoit que les guérilleros déposent progressivement leurs armes dans un délai de 180 jours à partir du 1er décembre 2016. Comme l'explique le Haut commissaire pour la paix, Sergio Jaramillo, le processus de désarmement « implique l'inventaire des armes, la destruction de celles qui sont instables ». Mais, le désarmement prend du retard à cause de problèmes logistiques pour rassembler les membres des Farc.
Le 21 février 2017, le général Javier Flórez (es), chef du commandement stratégique transitoire des forces armées, déclare que le processus de désarmement des FARC commencera avec la remise physique de 30 % de l'armement à partir du 1er mars, puis 30 % au 1er mai et 40 % au 1er juin, à la suite de quoi toutes les armes auront été déposées. Le désarment commence effectivement le 1er mars 2017, date à laquelle 30 % des armes auraient dû néanmoins être remises selon le calendrier établi lors de l'accord de paix.

### Troisième et dernière phase
Le 27 juin 2017, une cérémonie officielle est organisée à Mesetas pour célébrer la dernière phase du désarmement visant à remettre à l'ONU les 40 % restants,. Lors de la remise de leurs armes, chaque guérillero a reçu un certificat et a signé un acte l'engageant à ne plus les reprendre. Juan Manuel Santos estime qu'il s'agit de « la meilleure nouvelle pour la Colombie de ces 50 dernières années : la nouvelle de la paix », assurant que ce processus serait « irréversible » et se félicitant de « la fin de cette guerre absurde » avec les FARC. D'après la mission des Nations unies en Colombie chargée de superviser le désarmement et de détruire les armes, environ 7 000 guérilléros des Farc remettent 7 132 armes à la mission onusienne.

## Fin officielle du désarmement
Le désarmement des Forces armées révolutionnaires de Colombie prend officiellement fin le 15 août 2017. Le chef de la mission de l'ONU, Jean Arnault, salue ce « processus exhaustif », déclarant que plus de 8 000 armes et près de 1,3 million de cartouches ont été récupérées. Ce bilan s'avère être supérieur à celui de la communauté internationale réalisé  dans un premier temps en juin 2017 et qui faisait état de 7 132 armes collectées. À cette occasion, les FARC ont annoncé la « localisation de 873 caches », contenant « 795 armes, 22 tonnes d’explosifs divers, 3 957 grenades et 1 846 mines antipersonnel ». D'après Iván Márquez, « avec cet événement, le processus de vérification du cessez-le-feu et du dépôt des armes se termine (…) et débute, également par les Nations unies, la vérification de la réincorporation des FARC à la vie politique, économique et sociale du pays ». De son côté, le président colombien Juan Manuel Santos déclare qu'en cette date « c'est le dernier souffle du conflit (…) Avec cet abandon des armes, le conflit se termine vraiment et une nouvelle phase débute dans la vie de notre nation ». 

## L'après-désarmement des FARC
À partir du 27 août 2017, quelque 1 200 ex-guérillos des Forces armées révolutionnaires de Colombie (FARC) se réunissent en congrès pour préparer leur entrée en politique et définir le nom, les statuts et les candidats du nouveau parti pour les élections de 2018. Le congrès a lieu au Centro de Convenciones Gonzalo Jiménez de Quesada de Bogota. Le 31 août, l'ex-guérilla choisit son nouveau nom qui symbolise sa reconversion en parti politique légal. Elle décide de n'abandonner ni son acronyme ni son identité révolutionnaire. En effet, la décision de conserver l'acronyme FARC, sous la nouvelle signification Fuerza Alternativa Revolucionaria del Común (Force alternative révolutionnaire commune), a été votée par 628 délégués contre 264 en faveur de Nueva Colombia (Nouvelle Colombie). Les délégués les plus attachés à leur identité révolutionnaire passée, menés par Iván Márquez l'emportent ainsi sur les partisans d'une refondation radicale, comme Rodrigo Londoño. De plus, lors du congrès, la FARC choisit son emblème : une rose rouge ornée d'une étoile en son centre, au-dessus du sigle FARC inscrit en lettres vertes.